# Bacchisa hoffmanni
Bacchisa hoffmanni là một loài bọ cánh cứng trong họ Cerambycidae.